# Melchior Heinrich von Breitenbauch
Melchior Heinrich von Breitenbauch (* 1. August 1724 in Bucha; † 27. Mai 1802 in Dresden) war 1775 Oberküchenmeister, ab 1779 Erster Hofmarschall, später Oberhofmarschall unter Kurfürst Friedrich August III. von Sachsen sowie Rittergutsbesitzer.

## Leben
Er entstammt dem thüringischen Adelsgeschlecht von Breitenbauch und war der Sohn von Heinrich George von Breitenbauch auf St. Ulrich und Stöbnitz. Im Alter von vier Jahren verlor er im Jahre 1728 bereits seinen Vater, so dass er viele Jahre unter Vormundschaft aufwuchs. 1779 erfolgte seine Ernennung zum Hofmarschall in Dresden.